# Vřískot (film, 1996)
Vřískot (v anglickém originále Scream) je americký slasher film z roku 1996 režírovaný Wesem Cravenem podle scénáře Kevina Williamsona. Snímek pojednává o skupince teenagerů z amerického maloměsta Woodsboro, které ohrožuje tajemný vrah s maskou. Hlavní role ve filmu ztvárnili Neve Campbell, David Arquette, Courteney Cox, Matthew Lillard, Skeet Ulrich, Rose McGowan a Drew Barrymore. Vřískot, který se stal prvním snímkem stejnojmenné série, proslul především tím, že otevřeně reflektuje a satirizuje žánrové vzorce slasher filmů. 

## Děj
Studentka Casey Beckerová je jednoho dne obtěžována neznámým mužem přes telefon, což povede i k jejímu brutálnímu zabití. Ve škole to vyvolá velký rozruch a celé město Woodsboro se ponoří do strachu. Sidney Prescottová je poté také napadena neznámým maskovaným vrahem, který s ní chtěl také vyjednávat, ale útok přežila a podezřívá Billyho Loomise, svého kluka. Ve městě je náhle vyhlášen zákaz večerních vycházek a kamarádi Sidney pozvou na večerní párty. To se ale změní v boj o život, když se na párty objeví vrah a nemálo lidí pozabíjí. Sidney, vyděšená, musí bojovat o život a utéct, jenže s vrahem či vrahy to nepůjde tak jednoduše.